# 25. november
25. november er dag 329 i året i den gregorianske kalender (dag 330 i skudår). Der er 36 dage tilbage af året.
International kampdag mod vold mod kvinder.
Indkøbsfri dag (Buy Nothing Day).

### Begivenheder
Født - Dødsfald
- 1568 - Sagen mod den skotske dronning Maria Stuart indledes i Westminster, London.
- 1741 - I Rusland laver militærstyrker et statskup, som indsætter Elisabeth, Peter den Stores datter, på den russiske trone, hvor hidtil Ivan 6. har siddet. Elizabeth er kejserinde af Rusland til 1762.
- 1758 - Engelske tropper erobrer Senegal.
- 1759 - Det Nære Østen Jordskælvene ryster en stor del af Levanten, det nuværende Israel, Libanon, Jordan og Syrien.
- 1783 - Britiske tropper forlader New York City ved afslutningen af den amerikanske uafhængighedskrig, deres sidste militære stilling i det, der nu er USA.
- 1795 - Polens deling: Stanisław August Poniatowski af Polen, den sidste konge i det uafhængige Polen, tvinges til at abdicere og drager i eksil i Rusland.
- 1839 - En gigantisk flodbølge rammer den indiske kyst og smadrer omkring 20.000 skibe. Ved flodbølgen omkommer omkring 300.000 mennesker, hvilket gør det til en af verdenshistoriens største naturkatastrofer.
- 1875 - Den engelske premierminister Benjamin Disraeli køber uden Parlamentets godkendelse 44% af aktierne i Suezkanalen. Pengene låner han af Londonbankieren Lionel Rotschild.
- 1905 - Den danske prins Carl ankommer til Oslo, hvor han bliver norsk konge under navnet Haakon 7.
- 1936 - Tyskland og Japan underskriver Antikominternpagten, der er rettet mod den kommunistiske internationale. Året efter slutter Italien sig til.
- 1940 - Danmark underskriver Antikominternpagten.
- 1940 - Søren Spætte optræder for første gang i en tegnefilm.
- 1952 - Agatha Christies skuespil Musefælden har premiere i London og ender med at blive den længst kørende forestilling i historien.
- 1969 - Justitsministeriet udsteder et cirkulære om, at alle gæstearbejdere skal have arbejdstilladelse inden ankomsten til Danmark.
- 1971 - Danmark beslutter at optage diplomatiske forbindelser til Hanoi.
- 1973 - Den græske premierminister George Papadopoulus fjernes ved et militærkup.
- 1973   - Danmark oplever første bilfri søndag foranlediget af Oliekrisen.
- 1975 - Surinam opnår uafhængighed fra Holland.
- 1992 - Tjekkoslovakiets parlament vedtager en opdeling af landet i Tjekkiet og Slovakiet med virkning fra 1. januar 1993.

### Født
- 1577 - Piet Pieterszoon Hein, hollandsk søofficer (død 1629).
- 1835 - Andrew Carnegie, skotsk-født amerikansk forretningsmand og filantrop (død 1919).
- 1835   - Joseph Glæser, dansk komponist og organist (død 1891).
- 1844 - Carl Friedrich Benz, tysk opfinder (død 1929).
- 1845 - Carl Aller, dansk forlægger (død 1926).
- 1862 - Ethelbert Nevin, amerikansk komponist (død 1901).
- 1870 - Petrine Sonne, dansk skuespiller (død 1946).
- 1881 - Johannes 23., pave fra 1958 til sin død i 1963.
- 1881   - Peder Gram, dansk komponist, dirigent og musikteoretiker (død 1956).
- 1885 - Daniel Andersen, dansk billedhugger, keramiker og komponist (død 1959).
- 1900 - Rudolf Broby-Johansen, dansk forfatter, kommunist, oprører og kunstformidler (død 1987).
- 1900   - Rudolf Höß, tysk koncentrationslejrkommandant fra Auschwitz (død 1947).
- 1907 - Egon Mathiesen, dansk maler, forfatter og illustrator (død 1976).
- 1914 - Joe DiMaggio, amerikansk baseballspiller (død 1999).
- 1915 - Augusto Pinochet, chilensk diktator (død 2006).
- 1921 - Jørgen Falck, dansk direktør (død 2007).
- 1923 - Mauno Koivisto, Finlands præsident 1982-94 (død 2017).
- 1930 - Jan P. Syse, norsk politiker og statsminister (død 1997).
- 1937 - Ole Sørensen, dansk fodboldspiller (død 2015).
- 1942 - Leif Sørensen, dansk skotøjshandler og tidligere fodboldspiller.
- 1947 - Lasse Lunderskov, dansk skuespiller og musiker.
- 1951 - Johnny Rep, hollandsk fodboldspiller.
- 1955 - Henrik Koefoed, dansk skuespiller.
- 1966 - Dejan Cukic, dansk skuespiller.
- 1984 - Gaspard Ulliel, fransk skuespiller (død 2022).
- 2000 - Kaja Juvan, slovensk tennisspiller.

### Dødsfald
- 1560 - Andrea Doria, italiensk admiral (født 1466).
- 1686 - Niels Stensen, dansk videnskabsmand og katolsk teolog (født 1638).
- 1798 - Stanislav Poniatovski af Polen, den sidste polske konge (født 1731).
- 1865 - Carl Bernhard, dansk forfatter (født 1798).
- 1907 - Ludvig Mylius-Erichsen, dansk polarforsker (født 1872).
- 1950 - Johannes V. Jensen, dansk forfatter og modtager af Nobelprisen i litteratur (født 1873).
- 1953 - Anna Bloch, dansk skuespiller og forfatter (født 1868).
- 1972 - Hans Scharoun, tysk arkitekt (født 1893).
- 1974 - U Thant, burmesisk FN-generalsekretær (født 1909).
- 1983 - Arne Skovhus, dansk skuespiller og teaterdirektør (født 1932).
- 2002 - Karel Reisz, tjekkisk-født britisk filminstruktør (født 1926).
- 2005 - George Best, nordirsk fodboldspiller (født 1946).
- 2016 - Fidel Castro, cubansk præsident (født 1926).
- 2020 – Diego Maradona, argentinsk fodboldspiller (født 1960).

|  | Denne datoartikel kan blive bedre, hvis der indsættes et (bedre) billede Du kan hjælpe ved at afsøge Wikimedia Commons for et passende billede eller uploade et godt billede til Wikimedia Commons iht. de tilladte licenser og indsætte det i artiklen. |